# Чемпионат России по лёгкой атлетике в помещении 1998
Чемпионат России по лёгкой атлетике в помещении 1998 года прошёл 13—15 февраля в Москве в манеже ЛФК «ЦСКА». Соревнования являлись одним из этапов отбора в сборную России на чемпионат Европы в помещении, прошедший 27 февраля—1 марта в испанской Валенсии. Одновременно с чемпионатом определялись сильнейшие в рамках Первенства России среди молодёжи (1976—1978 г.р.). На протяжении 3 дней было разыграно 26 комплектов медалей.
Чемпионат России по многоборьям в помещении 1998 проводился параллельно основному первенству 13—15 февраля в Липецке.

## Медалисты

### Мужчины
| Дисциплина             | Золото                                     | Золото  | Серебро                              | Серебро | Бронза                                                    | Бронза  |
| ---------------------- | ------------------------------------------ | ------- | ------------------------------------ | ------- | --------------------------------------------------------- | ------- |
| 60 м                   | Андрей Федорив Москва                      | 6,68    | Сергей Слукин Тульская область       | 6,69    | Александр Порхомовский Москва                             | 6,70    |
| 200 м                  | Андрей Федорив Москва                      | 21,06   | Владимир Крылов Татарстан            | 21,25   | Денис Николаев Санкт-Петербург                            | 21,76   |
| 400 м                  | Руслан Мащенко Воронежская область         | 46,25   | Борис Горбань Москва                 | 47,65   | не вручалась                                              |         |
| 400 м                  | Руслан Мащенко Воронежская область         | 46,25   | Михаил Вдовин Пензенская область     | 47,65   | не вручалась                                              |         |
| 800 м                  | Сергей Кожевников Москва Рязанская область | 1.51,19 | Алексей Уразов Нижегородская область | 1.51,40 | Андрей Логинов Москва                                     | 1.51,83 |
| 1500 м                 | Андрей Задорожный Ярославская область      | 3.43,50 | Дмитрий Симонов Москва               | 3.45,88 | Марат Абубакиров Оренбургская область                     | 3.47,37 |
| 3000 м                 | Сергей Дрыгин Москва                       | 8.00,04 | Михаил Егинов Ярославская область    | 8.02,08 | Сергей Лукин Санкт-Петербург                              | 8.06,32 |
| 3000 м с препятствиями | Алексей Палагушин Курская область          | 8.30,88 | Андрей Королёв Пензенская область    | 8.37,22 | Андрей Ольшанский Волгоградская область                   | 8.38,87 |
| 60 м с барьерами       | Евгений Печёнкин Новосибирская область     | 7,67    | Сергей Ветров Москва                 | 7,72    | Вячеслав Шапорта Кемеровская область                      | 7,88    |
| Прыжок в высоту        | Вячеслав Воронин Северная Осетия           | 2,25 м  | Александр Курелюк Краснодарский край | 2,22 м  | Сергей Клюгин Москва                                      | 2,22 м  |
| Прыжок с шестом        | Пётр Бочкарёв Москва                       | 5,75 м  | Игорь Транденков Санкт-Петербург     | 5,70 м  | Евгений Исаков Свердловская область                       | 5,40 м  |
| Прыжок в длину         | Алексей Мусихин Приморский край            | 8,09 м  | Кирилл Сосунов Рязанская область     | 7,97 м  | Станислав Тарасенко Краснодарский край Ростовская область | 7,87 м  |
| Тройной прыжок         | Василий Соков Московская область           | 16,93 м | Андрей Куренной Краснодарский край   | 16,86 м | Вячеслав Таранов Волгоградская область                    | 16,82 м |
| Толкание ядра          | Павел Чумаченко Иркутская область          | 19,58 м | Михаил Забрусков Ростовская область  | 18,69 м | Сергей Николаев Санкт-Петербург                           | 18,50 м |

### Женщины
| Дисциплина             | Золото                                                     | Золото  | Серебро                                        | Серебро | Бронза                                  | Бронза  |
| ---------------------- | ---------------------------------------------------------- | ------- | ---------------------------------------------- | ------- | --------------------------------------- | ------- |
| 60 м                   | Надежда Рощупкина Тульская область                         | 7,31    | Ирина Хабарова Свердловская область            | 7,37    | Елена Колесникова Курганская область    | 7,37    |
| 200 м                  | Светлана Гончаренко Ставропольский край Ростовская область | 22,84   | Наталья Воронова Москва                        | 23,23   | Ирина Хабарова Свердловская область     | 23,55   |
| 400 м                  | Ирина Росихина Ростовская область                          | 52,46   | Гульнара Сафиуллина Татарстан                  | 52,62   | Татьяна Сауткина Хабаровский край       | 53,82   |
| 800 м                  | Лариса Михайлова Москва                                    | 2.01,55 | Юлия Косенкова Омская область                  | 2.02,21 | Наталья Горелова Москва                 | 2.03,56 |
| 1500 м                 | Ольга Комягина Санкт-Петербург                             | 4.11,97 | Маргарита Марусова Санкт-Петербург             | 4.16,31 | Оксана Железняк Москва                  | 4.18,37 |
| 3000 м                 | Мария Пантюхова Иркутская область                          | 8.56,24 | Ольга Егорова Чувашия                          | 8.56,38 | Людмила Петрова Чувашия                 | 9.00,54 |
| 2000 м с препятствиями | Светлана Рогова Московская область                         | 6.16,85 | Римма Ульянова Чувашия                         | 6.20,17 | Марина Плужникова Нижегородская область | 6.29,69 |
| 60 м с барьерами       | Ирина Коротя Московская область                            | 8,22    | Наталья Давиденко Волгоградская область        | 8,35    | Татьяна Мурзакова Москва                | 8,36    |
| Прыжок в высоту        | Елена Елесина Московская область                           | 1,98 м  | Елена Гуляева Москва                           | 1,98 м  | Юлия Ляхова Москва                      | 1,96 м  |
| Прыжок с шестом        | Светлана Абрамова Москва                                   | 4,05 м  | Татьяна Зайкова Краснодарский край             | 4,00 м  | Татьяна Губарёва Омская область         | 3,80 м  |
| Прыжок с шестом        | Светлана Абрамова Москва                                   | 4,05 м  | Татьяна Зайкова Краснодарский край             | 4,00 м  | Алла Чечелева Краснодарский край        | 3,80 м  |
| Прыжок в длину         | Татьяна Тер-Месробьян Санкт-Петербург                      | 6,83 м  | Елена Вольф Ставропольский край Алтайский край | 6,67 м  | Елена Синчукова Москва                  | 6,55 м  |
| Тройной прыжок         | Елена Лебеденко Москва                                     | 14,57 м | Мария Сокова Московская область                | 14,23 м | Татьяна Лебедева Волгоградская область  | 14,08 м |
| Толкание ядра          | Ирина Коржаненко Ростовская область                        | 19,72 м | Светлана Кривелёва Московская область          | 18,99 м | Надежда Францева Москва                 | 17,78 м |

## Чемпионат России по многоборьям
Чемпионы страны в мужском семиборье и женском пятиборье определились 13—15 февраля 1998 года в Липецке в легкоатлетическом манеже Дворца спорта «Юбилейный». Высокие суммы, набранные Ириной Беловой (4680 очков) и Светланой Москалец (4613 очков), позволили им занять первые 2 строчки в списке лучших результатов сезона в мире и гарантировать место в сборной на чемпионате Европы.

### Мужчины
| Дисциплина | Золото                      | Золото    | Серебро                            | Серебро    | Бронза                         | Бронза     |
| ---------- | --------------------------- | --------- | ---------------------------------- | ---------- | ------------------------------ | ---------- |
| Семиборье  | Николай Афанасьев Татарстан | 5982 очка | Сергей Никитин Кемеровская область | 5905 очков | Дмитрий Иванов Санкт-Петербург | 5756 очков |

### Женщины
| Дисциплина | Золото                         | Золото     | Серебро                  | Серебро    | Бронза                           | Бронза     |
| ---------- | ------------------------------ | ---------- | ------------------------ | ---------- | -------------------------------- | ---------- |
| Пятиборье  | Ирина Белова Иркутская область | 4680 очков | Светлана Москалец Москва | 4613 очков | Дина Корицкая Краснодарский край | 4590 очков |

## Состав сборной России для участия в чемпионате Европы
По итогам чемпионата, на основании результатов в зимнем сезоне 1998 года и с учётом выполнения необходимых нормативов, в состав сборной для участия в чемпионате Европы в помещении в испанской Валенсии вошли:
Мужчины
200 м: Андрей Федорив.

400 м: Руслан Мащенко, Борис Горбань.

800 м: Сергей Кожевников.

1500 м: Вячеслав Шабунин — позднее снялся с соревнований, Андрей Задорожный.

3000 м: Вячеслав Шабунин — позднее снялся с соревнований, Сергей Дрыгин.

60 м с барьерами: Евгений Печёнкин.

Прыжок в высоту: Вячеслав Воронин.

Прыжок с шестом: Вадим Строгалёв, Пётр Бочкарёв, Игорь Транденков.

Прыжок в длину: Алексей Мусихин.

Тройной прыжок: Денис Капустин, Вячеслав Таранов.

Толкание ядра: Павел Чумаченко.

Семиборье: Лев Лободин, Александр Авербух.
Женщины
200 м: Светлана Гончаренко, Наталья Воронова.

400 м: Ирина Росихина, Гульнара Сафиуллина.

800 м: Лариса Михайлова.

1500 м: Ольга Комягина.

3000 м: Мария Пантюхова, Ольга Егорова.

60 м с барьерами: Светлана Лаухова, Ирина Коротя.

Прыжок в высоту: Елена Елесина, Елена Гуляева, Юлия Ляхова.

Прыжок в длину: Татьяна Тер-Месробьян.

Тройной прыжок: Елена Лебеденко.

Толкание ядра: Ирина Коржаненко, Светлана Кривелёва — позднее снялась с соревнований.

Пятиборье: Ирина Белова, Светлана Москалец — позднее снялась с соревнований.